# اشتگلیتس
اشتگلیتس (به آلمانی: Berlin-Steglitz) یک منطقهٔ مسکونی در آلمان است که در Steglitz-Zehlendorf واقع شده‌است. اشتگلیتس ۷۰٬۵۵۵ نفر جمعیت دارد.